# U-316
U-316 — средняя немецкая подводная лодка типа VIIC времён Второй мировой войны.

## История
Заказ на постройку субмарины был отдан 25 августа 1941 года. Лодка была заложена 11 августа 1942 года на верфи Флендер-Верке, Любек, под строительным номером 316, спущена на воду 19 июня 1943 года. Лодка вошла в строй 5 августа 1943 года под командованием лейтенанта Германа Штукманна.

### Командиры
- 5 августа 1943 года — 4 мая 1944 года оберлейтенант цур зее Герман Штукманн (кавалер Рыцарского Железного креста)
- 5 мая 1944 года — 2 мая 1945 года оберлейтенант цур зее Готфрид Кёниг

### Флотилии
- 5 августа 1943 года — 31 августа 1943 года — 22-я флотилия (учебная)
- 1 сентября 1943 года — 19 февраля 1945 года — 23-я флотилия (учебная)
- 20 февраля 1945 года — 2 мая 1945 года — 31-я флотилия (учебная)

### История службы
Лодка не совершала боевых походов, в течение всей карьеры использовалась как учебная. Затоплена 2 мая 1945 года близ Травемюнде, в районе с координатами 53°58′ с. ш. 10°53′ в. д..